# Sommer-Paralympics 2008/Teilnehmer (Norwegen)
| stlisierte Goldmedaille | stlisierte Silbermedaille | stlisierte Bronzemedaille |
| ----------------------- | ------------------------- | ------------------------- |
| 1                       | 3                         | 3                         |

Norwegen nahm mit 27 Athleten in neun Sportarten an den Sommer-Paralympics 2008 im chinesischen Peking teil.
Fahnenträgerin beim Einzug der Mannschaft war die Schwimmerin Cecilie Drabsch Norland.

## Medaillen

### Medaillenspiegel
| Medaillenspiegel Norwegen |             |                              |                           |                           |        |
| Platz                     | Sportart    | Goldmedaille – Olympiasieger | Silbermedaille – 2. Platz | Bronzemedaille – 3. Platz | Gesamt |
| 1                         | Schwimmen   | 1                            | -                         | 1                         | 2      |
| 2                         | Reiten      | -                            | 3                         | 1                         | 4      |
| 3                         | Tischtennis | -                            | -                         | 1                         | 1      |
| Total                     | Total       | 1                            | 3                         | 3                         | 7      |

### Medaillengewinner

#### Gold
| Name                    | Sportart  | Wettkampf               |
| ----------------------- | --------- | ----------------------- |
| Cecilie Drabsch Norland | Schwimmen | 100 Meter Freistil (S8) |

#### Silber
| Name              | Sportart | Wettkampf                                    |
| ----------------- | -------- | -------------------------------------------- |
| Jens Lasse Dokkan | Reiten   | Einzelmeisterschaft (Grad Ib)                |
| Ann Cathrin Lübbe | Reiten   | Dressur Einzel (Grad IV) Einzelkür (Grad IV) |

#### Bronze
| Name                                                            | Sportart    | Wettkampf                 |
| --------------------------------------------------------------- | ----------- | ------------------------- |
| Jens Lasse Dokkan Mariette Garborg Ann Cathrin Lübbe Sigrid Rui | Reiten      | Dressur Teammeisterschaft |
| Tommy Urhaug                                                    | Tischtennis | Einzel TT 4 – TT 5        |
| Mariann Vestbøstad                                              | Schwimmen   | 50 Meter Freistil (S8)    |

## Teilnehmer nach Sportart

### Boccia
- John Nørsterud
Einzel (BC2): Als Gruppendritter in der Vorrunde ausgeschieden.
Team (BC1/BC2): Im Viertelfinale gescheitert.
- Elisabeth Wilhelmsen
Einzel (BC2): Als Gruppenletzte in der Vorrunde ausgeschieden.
Team (BC1/BC2): Im Viertelfinale gescheitert.
- Roger Aandalen
Einzel (BC1): Als Gruppenvierter in der Vorrunde ausgeschieden.
Team (BC1/BC2): Im Viertelfinale gescheitert.

### Bogenschießen
- Tom Vangen
Compound (offen): Neunzehnter in der Platzierungsrunde mit 654 Punkten, anschließend in der ersten Runde gegen TJ Pemberton mit 103:106 ausgeschieden.

### Leichtathletik
- Runar Steinstad
Speerwurf (F42/44): Zehnter im Finale mit 44,55 Metern und damit nicht für den Endkampf der besten Acht qualifiziert.
- Elin Holen
Weitsprung (F42): Siebte im Finale mit 3,38 Metern.

### Radsport
- Morten Jahr
Bahn – Einzelverfolgung (LC2): Als Achter in der Qualifikation ausgeschieden.
Bahn – 1-km-Zeitfahren (LC2): 10.
Straße – Einzelzeitfahren (LC2): 7.
Straße – Einzelrennen (LC1/LC2/CP4): 18.

### Reiten
- Jens Lasse Dokkan auf Lacour
Teammeisterschaft: Bronze 
Einzelmeisterschaft (Grad Ib): Silber 
Einzelkür (Grad Ib): Fünftplatzierter
- Mariette Garborg auf Luthar
Teammeisterschaft: Bronze 
Einzelmeisterschaft (Grad II): Zehntplatzierte
Einzelkür (Grad II): Zwölftplatzierte
- Silje Gillund auf Dundee Klint
Einzelmeisterschaft (Grad III): Neuntplatzierte
Einzelkür (Grad III): Elftplatzierte
- Ann Cathrin Lübbe auf Zanko
Teammeisterschaft: Bronze 
Einzelmeisterschaft (Grad IV): Silber 
Einzelkür (Grad IV): Silber
- Sigrid Rui auf Nanof
Teammeisterschaft: Bronze 
Einzelmeisterschaft (Grad IV): Zehntplatzierte
Einzelkür (Grad IV): Viertplatzierte

### Schießen
- Monica Lillehagen
Luftgewehr 10 Meter (SH1) – Frauen: Nach der Qualifikation Drittplatzierte mit 389 Treffern, nach dem Wettkampf Fünfte mit 488,3 Treffern.

### Schwimmen
- Stian Helgeland
100 Meter Freistil (S6): Als Sechster im Vorlauf ausgeschieden
50 Meter Schmetterling (S6): Als Sechster im Vorlauf ausgeschieden
400 Meter Freistil (S6): Vierter im Vorlauf, Achter im Finale
50 Meter Freistil (S6): Als Sechster im Vorlauf ausgeschieden
- Marianne Mæland
100 Meter Brust (S6): Als Sechste im Vorlauf ausgeschieden
- Cecilie Drabsch Norland
100 Meter Freistil (S8): Dritte im Vorlauf, Fünfte im Finale
50 Meter Freistil (S8): Erste im Vorlauf, Gold
- Jørgen Tadvin
400 Meter Freistil (S6): Als Fünfter im Vorlauf ausgeschieden
- Mariann Vestbøstad
100 Meter Freistil (S8): Als Dritte im Vorlauf ausgeschieden
50 Meter Freistil (S8): Erste im Vorlauf, Bronze 
400 Meter Freistil (S8): Vierte im Vorlauf, Siebte im Finale

### Segeln
- Bjørnar Erikstad
Ein-Mann-Kielboot (2.4mR): Insgesamt Achter nach 10 Rennen, beste Platzierung ein zweiter Platz
- Per Eugen Kristiansen
Drei-Mann-Kielboot (Sonar): Insgesamt Vierter nach 11 Rennen, beste Platzierungen zwei erste Plätze
- Jostein Storrdahl
Drei-Mann-Kielboot (Sonar): Insgesamt Vierter nach 11 Rennen, beste Platzierungen zwei erste Plätze
- Aleksander Wang-Hansen
Drei-Mann-Kielboot (Sonar): Insgesamt Vierter nach 11 Rennen, beste Platzierungen zwei erste Plätze

### Tischtennis
- Rolf Erik Paulsen
Einzel TT 4 – TT 5: Gruppensieger, Aus im Achtelfinale
Mannschaft TT 4 – TT 5: Sieg im Viertelfinale, dann Niederlagen im Halbfinale und im Spiel um Platz Drei, Vierter
- Tommy Urhaug
Einzel TT 4 – TT 5: Gruppensieger und Sieg im Viertelfinale, Niederlage im Halbfinale und Gewinner des Spiels um Platz drei, Bronze 
Mannschaft TT 4 – TT 5: Sieg im Viertelfinale, dann Niederlagen im Halbfinale und im Spiel um Platz Drei, Vierter